# Cécile de France (princesse)
Pour les articles homonymes, voir Cécile de France (homonymie).
Cécile de France (née en 1097, morte après 1145), comtesse de Tripoli, est une fille de Philippe Ier, roi de France, et de Bertrade de Montfort. Sa naissance est sous le coup de l'illégitimité, car ses parents, lorsqu'ils se marièrent étaient tous deux déjà mariés et, si leur précédent mariage avait été annulé par une assemblée de prélats, l'évêque Yves de Chartres, puis le pape Urbain II s'étaient opposés à ces annulations comme au remariage et avaient excommunié les deux époux. La légitimité n'interviendra qu'en 1104 avec la levée de l'excommunication, quand Bertrade se soumet aux décisions du pape et se retire à l'abbaye de Fontevraud.

## Biographie
En 1106, Bohémond de Tarente, prince d'Antioche et croisé, se rend en Europe pour obtenir des secours et épouse Constance de France, la demi-sœur de Cécile. Profitant de son prestige et de sa bonne fortune, il négocie par la même occasion le mariage de Cécile avec son neveu Tancrède de Hauteville, qui assure alors la régence de la principauté d'Antioche. Le prince passe pour un des chevaliers le plus preux de l'époque, il avait accompagné et secondé Godefroy de Bouillon bien après la prise de Jérusalem et avait fait la conquête de la Galilée. Ne s'entendant pas avec Baudouin Ier, frère et successeur de Godefroy, il lui avait cédé la Galilée pour rejoindre Antioche et y assurer la régence pendant les absences de son oncle.
Cécile se rend à Antioche par mer pour rejoindre son fiancé. Alexis Ier Comnène, empereur byzantin, craignant que cette alliance se retourne contre lui, demande aux républiques de Gênes, de Pise et de Venise d'intercepter le navire afin d'empêcher l'alliance, mais il n'est pas entendu. Arrivée à Antioche, elle épouse Tancrède à la fin de l'année 1106.
Bohémond, battu par Alexis Comnène à Durazzo ne retourne plus jamais à Antioche, où Tancrède exerce la régence, puis lui succède à sa mort en 1111. Mais Tancrède ne tarde pas à sentir sa fin venir et, sur son lit de mort, demande à Cécile de se marier ensuite à Pons (1097 † 1137), comte de Tripoli, afin de mettre fin à la rivalité entre Antioche et Tripoli, rivalité qui nuit aux actions des croisés en Terre sainte.
Le mariage est célébré en 1112 à Tripoli, et Cécile donne ensuite naissance à Raymond II (1116 † 1152), futur comte de Tripoli. En 1132, la forteresse de Montferrand est assiégée par une bande de Turcomans. Pons tente de leur faire lever le siège, mais subit un revers et doit se réfugier dans la forteresse. À l'annonce de cette nouvelle, Cécile n'hésite pas à se rendre à Jérusalem pour alerter le roi Foulque d'Anjou, roi de Jérusalem, qui vient avec son ost et oblige les Turcomans à battre retraite.
À la mort de Pons, en 1137, elle demande Gibelet en douaire, mais reçoit en fait Chastel-Rouge et Arzghan. Elle apparait dans une donation faite en 1139 en faveur du Saint-Sépulcre, et disparaît après 1145.

## Mariage et enfants
Elle épouse en premières noces Tancrède de Hauteville, prince de Galilée et régent de la principauté d'Antioche, mais ils n'ont pas de postérité.
Elle épouse en secondes noces le comte de Tripoli Pons, avec qui elle a trois enfants :
- Raymond II (v. 1120 - 1152), comte de Tripoli ;
- Philippe, cité en 1126 et en 1142 ;
- Agnès (v. 1120 - 1183), mariée à Renaud II Mazoir, seigneur de Marqab (Margat), fils de Renaud Mazoir.